# 緬甸軍政府
緬甸軍政府是指緬甸的軍人政府統治時期，始於1962年軍事政變，2011年短暫暫停，2021年軍事政變後再度恢復。緬甸軍政府統治時期主要由以下幾個階段構成：
- 緬甸社會主義綱領黨（1962－1988），主要由奈溫掌權
- 国家和平与发展委员会（1988－2011），主要由丹瑞掌權
- 國家管理委員會（2021－2025）和國家安全與和平委員會（2025－），主要由敏昂萊掌權